# Skansbron
Skansbron är en klaffbro med en segelfri höjd av 12,5 meter, som förbinder stadsdelarna Södermalm med Södra Hammarbyhamnen (Hammarby Sjöstad) och Årsta i Stockholm. Den går över Hammarbyslussen och togs i bruk 1925 i samband med att Hammarbyleden öppnade.
| Skansbron 1961 mot norr och 2009 fotograferad från samma ställe vid broöppning. I bakgrunden syns Folksamhuset. |  | Skansbron 1961 mot norr och 2009 fotograferad från samma ställe vid broöppning. I bakgrunden syns Folksamhuset. |
| Skansbron 1961 mot norr och 2009 fotograferad från samma ställe vid broöppning. I bakgrunden syns Folksamhuset. |  | |

## Namnet
Namnet härrör från den skans, en befästningsanläggning som byggdes på 1640-talet och kallades Söder Scantz på Petrus Tillaeus karta från 1733. Skansen försvann när Hammarbyleden byggdes i mitten av 1920-talet. Tidigare namn för Skansbron var Skanstullsbron  och Tullbron. 

## Bron

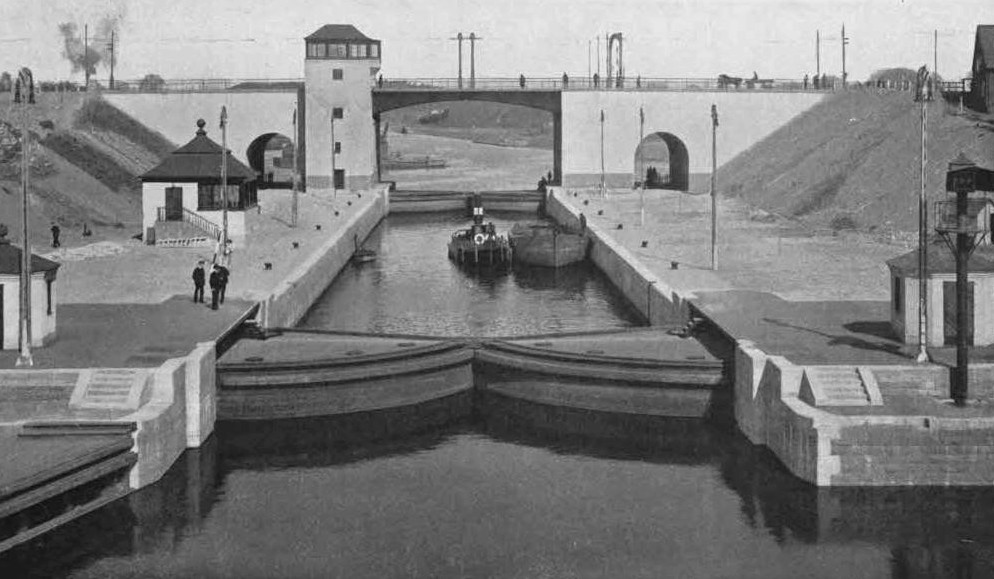
Skansbron och Hammarbyslussen 1926.

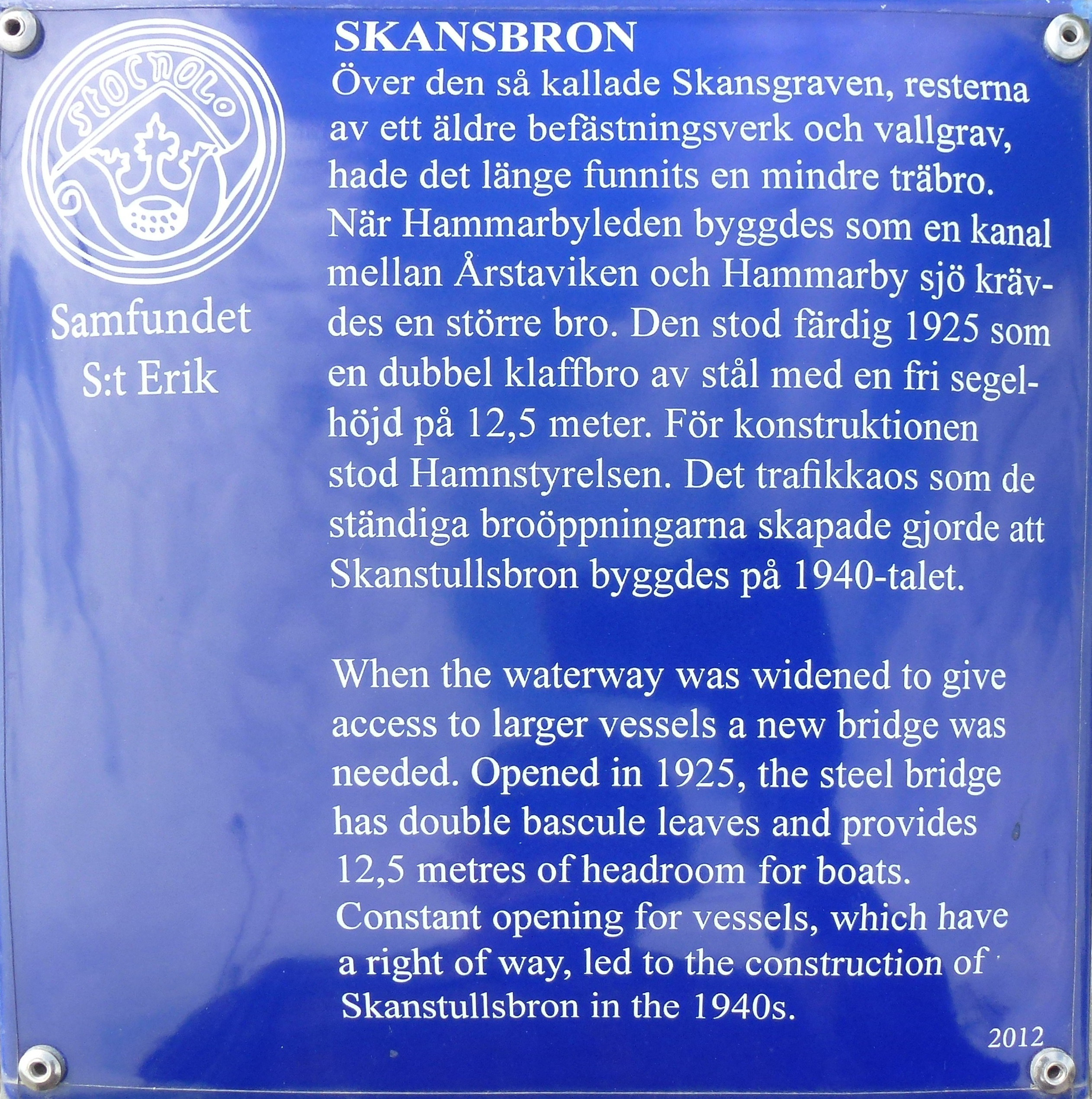

Skansbron var en del av ett större infrastrukturprojekt som innefattade ytterligare två klaffbroar: Danviksbron (invigd 1922) och Liljeholmsbron (invigd 1928), dessutom högbron Årstabron (invigd 1929), Hammarby sluss och Hammarbyleden samt Danvikskanalen (invigda 1930). Projektet avlastade Nils Ericsons sluss från fartygstrafik som nu gick via Hammarbyleden och Danvikskanalen och västra stambanan kunde dras på högbro till Stockholms södra station. 
Skansbron utfördes som en dubbel klaffbro i stål och konstruerades av Hamnstyrelsens ingenjörer. De ständiga broöppningarna medförde dock trafikkaos och för att förbättra situationen planerades snart en högbro. Högbron byggdes åren 1944-1947 direkt väster om Skansbron och invigdes 1949. Den fick överta namnet Skanstullsbron. Skanstullsbron har tunnelbanespår som invigdes i oktober 1950. Innan dess gick tät spårvagnstrafik som gick i Skansbron. Spåren i Skansbron låg kvar efter det att tunnelbanan öppnats för att möjliggöra trafik till Hammarbyhallens uppställning och verkstad via spåren i Rutger Fuchsgatan och Hammarbybacken till högertrafikomläggningen den 3 september 1967 då spårvagnstrafiken lades ned. Alla spårvagnar kördes då till denna hall för uppställning och skrotning.
År 1984 invigdes ytterligare en högbro för vägtrafik över Hammarbyslussen; väster om Skanstullsbron öppnades Johanneshovsbron för trafiken.

## Bilder

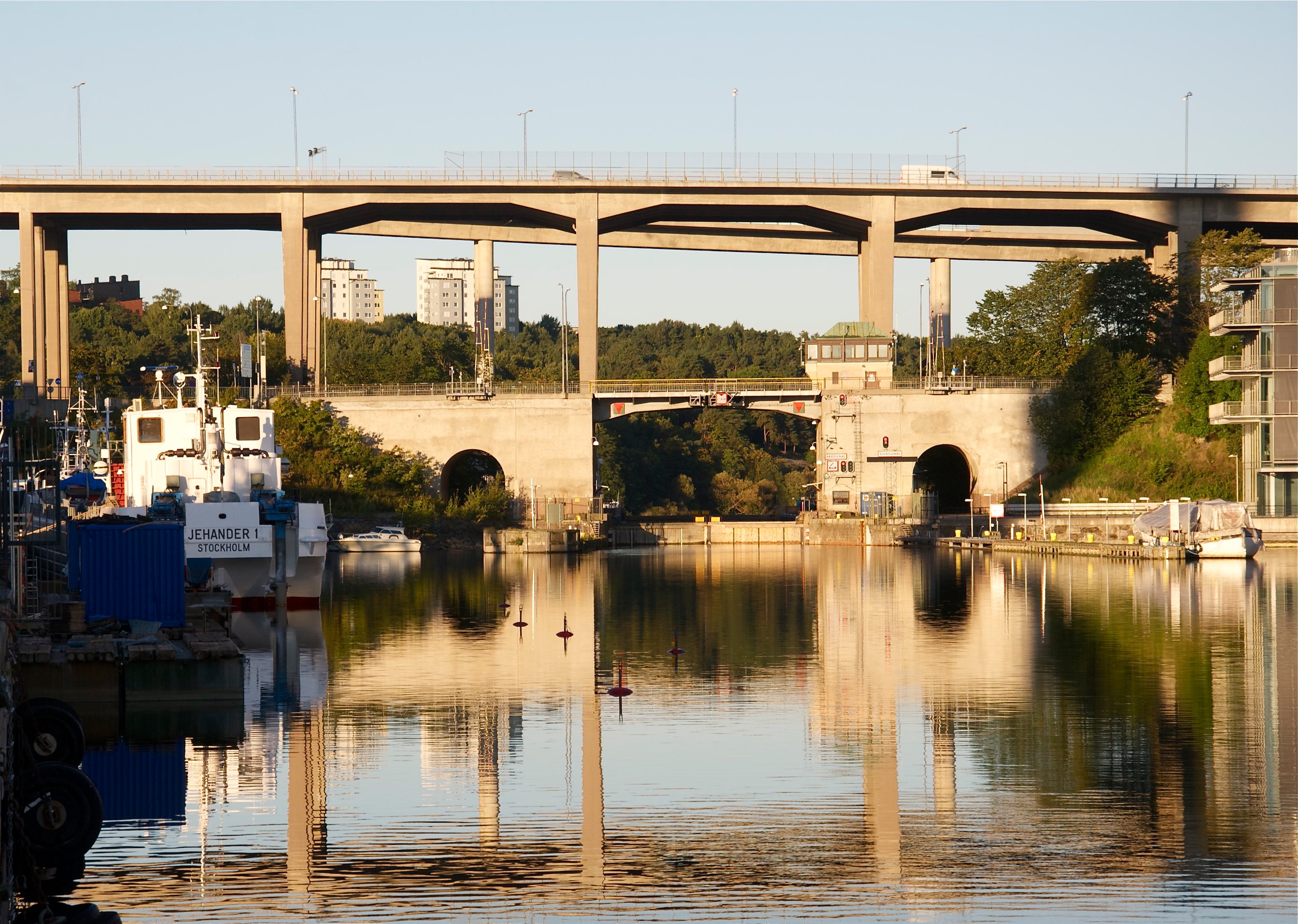
Skansbron från öst
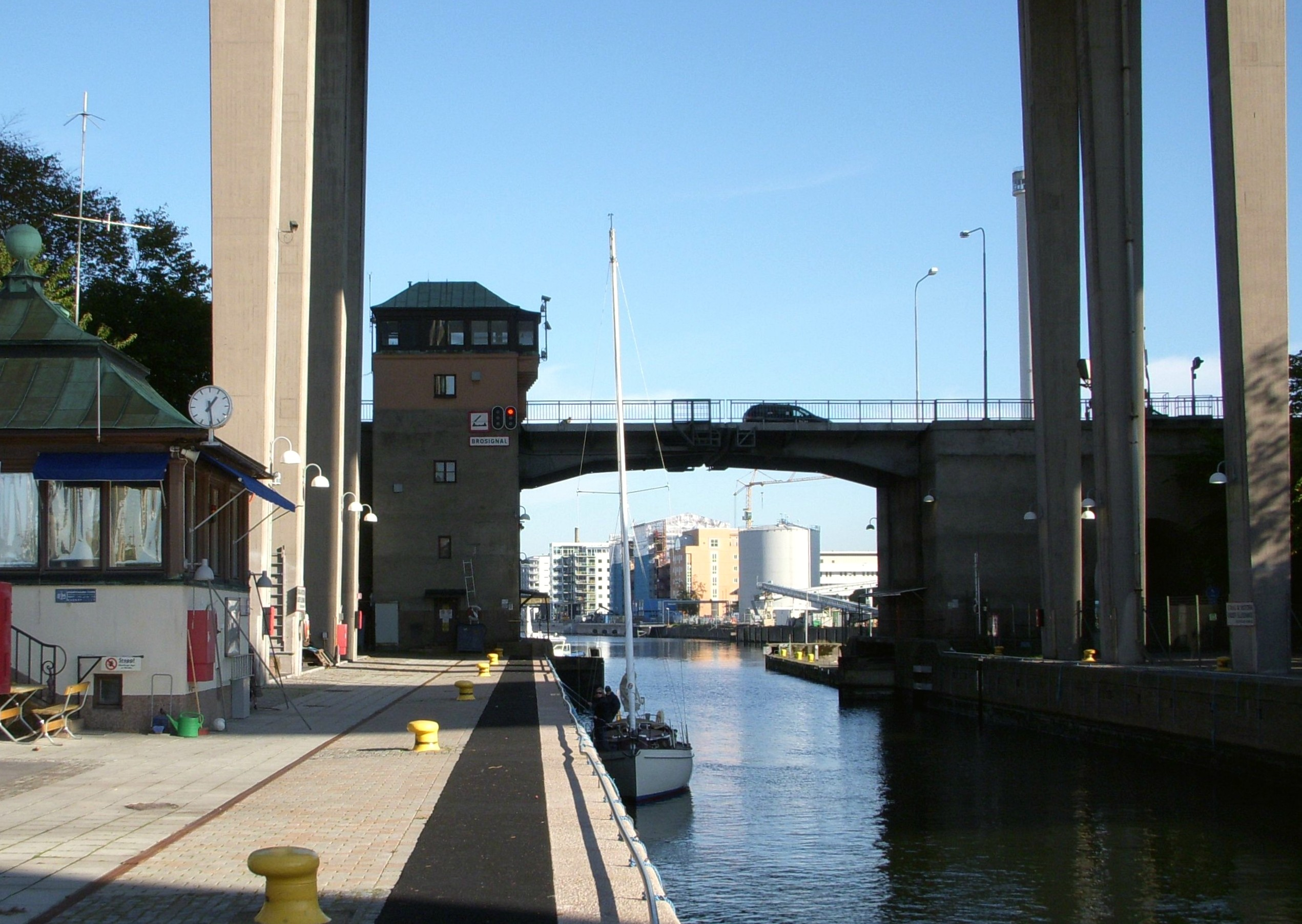
Skansbron från Hammarby sluss
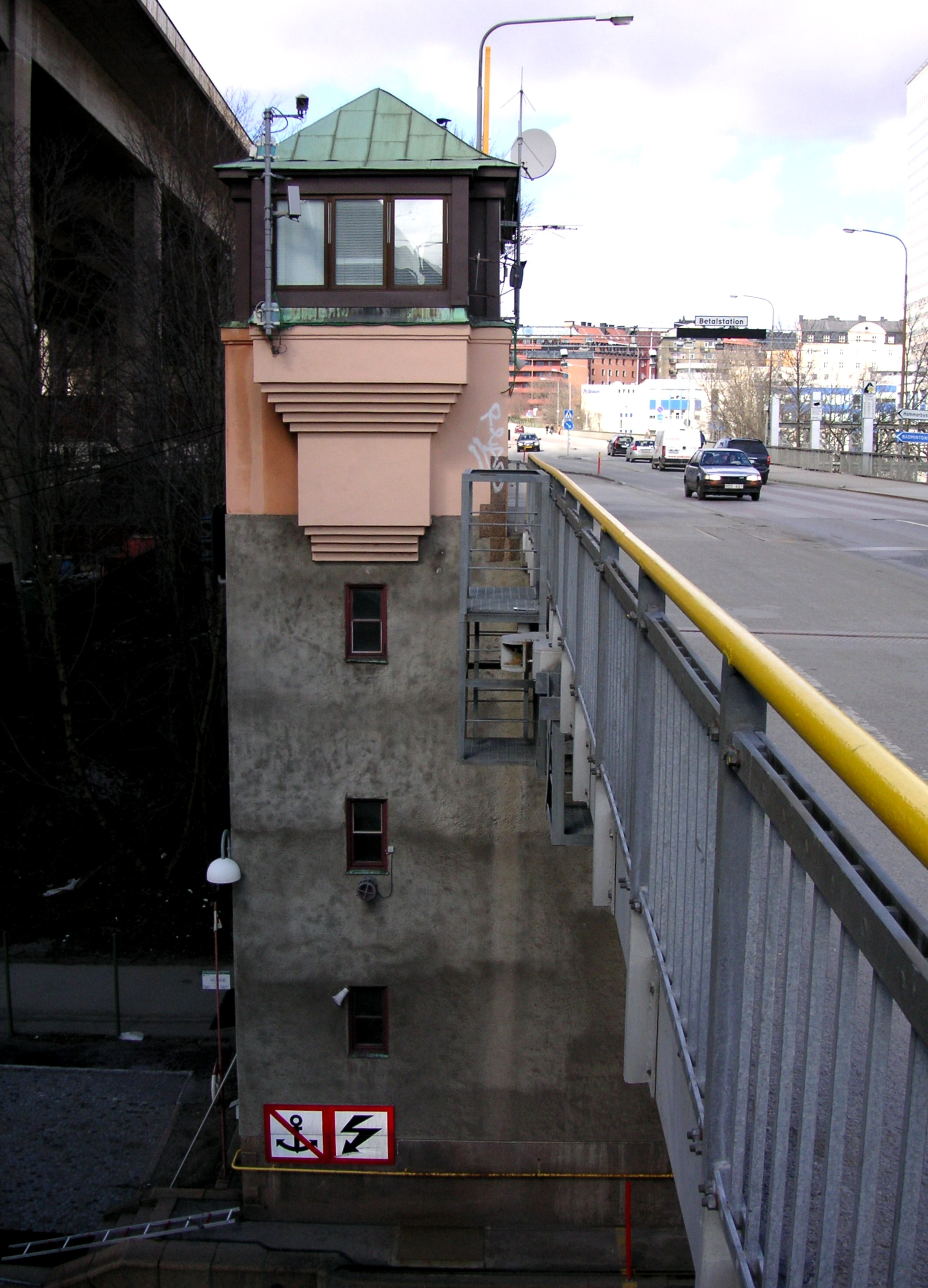
Skansbrons numera obemannade manövertorn
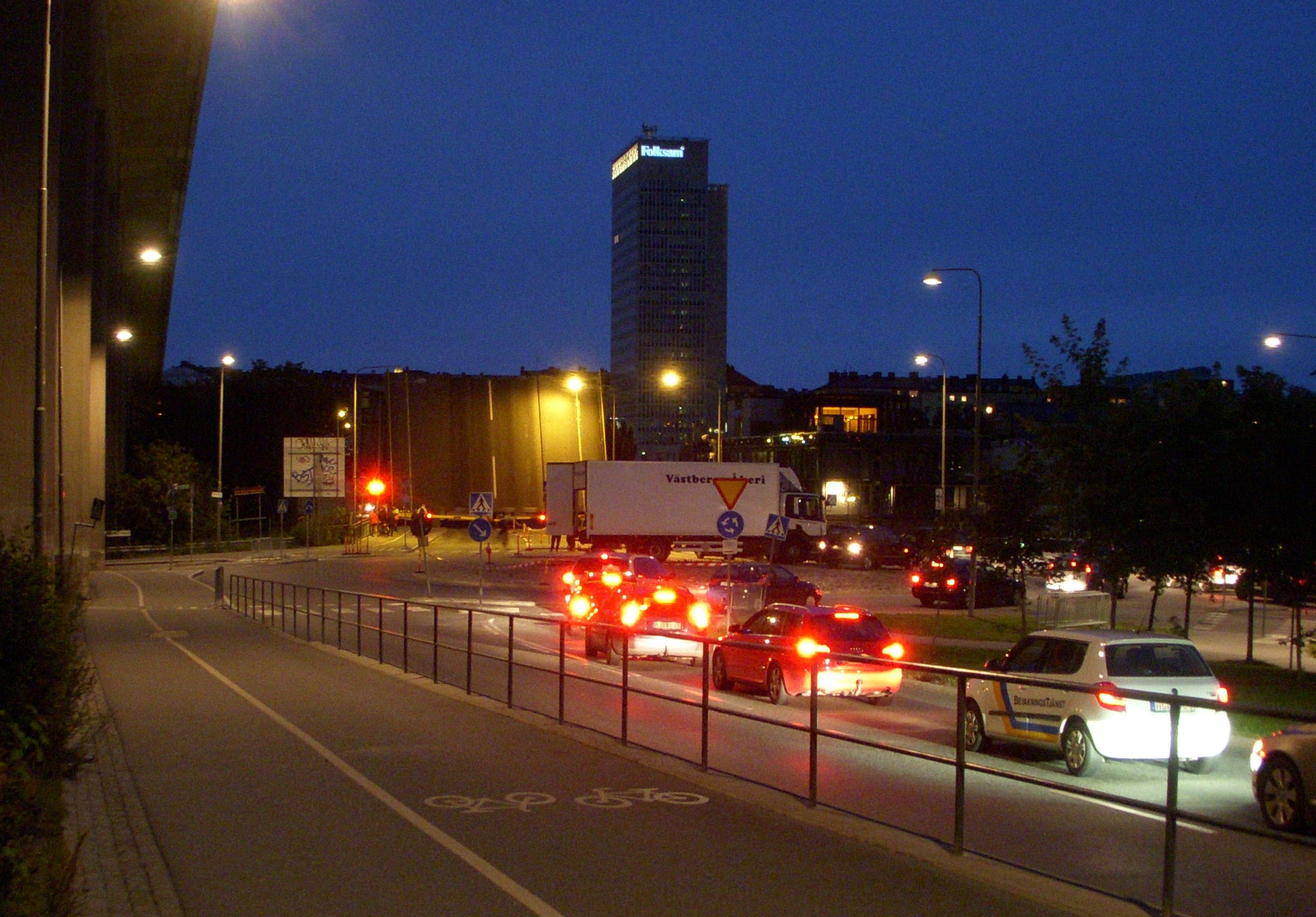
Broöppning
- Broöppning